# Boeddhisme in Taiwan
Het boeddhisme is een belangrijke religie op het eiland Taiwan. Er leven zo'n 5,5 miljoen boeddhisten op het eiland, wat 24% uitmaakt van de 23 miljoen inwoners. Meer dan 90% van de Taiwanese bevolking beoefent de traditionele Chinese godsdienst die hoofdzakelijk bestaat uit taoïstische elementen en verder uit boeddhistische elementen. Volgens een studie is 7 tot en met 15% van de Taiwanezen streng boeddhistisch en houdt zich streng aan de regel van het vegetarisme.

## Geschiedenis
Het boeddhisme werd in de Ming-dynastie een groeiende religie op Taiwan. Dat kwam vooral door de migratie van Fujianezen en Kantonezen naar het eiland. De Nederlanders die Taiwan als kolonie hadden, probeerden deze religie tegen te houden. Pas na de bevrijding door Zheng Chenggong (Koxinga) midden 17e eeuw werd het boeddhisme niet meer onderdrukt. De zoon van Zheng Chenggong bouwde de eerste boeddhistische tempel op het eiland.
Nadat de Mantsjoes ook Taiwan als het grondgebied van de Qing-dynastie hadden veroverd in 1683, kwamen er grote aantallen boeddhistische monniken uit de provincies Fujian en Kanton die vele boeddhistische tempels op het eiland vestigden.
Tijdens de Japanse bezetting (1895-1945) werden de boeddhistische tempels door de volgende drie boeddhistische hoofdtempels beheerd:
- Noord (Keelung): Yueh-mei Shan (月眉山), gevestigd door meester Shan-hui (善慧)
- Midden (Miaoli): Fa-yun Tempel (法雲寺), gevestigd door meester Chueh-li (覺立)
- Zuid (Tainan): Kai-yuan Tempel (開元寺), ook gevestigd door meester Chueh-li (覺立)

De Japanners voerden het Japanse boeddhisme in waardoor monniken konden trouwen, vlees mochten eten en geestelijken zich niet aan het celibaat hoefden te houden. Uit anti-Japans protest hielden boeddhistische monniken zich niet aan deze Japanse gebruiken.
Na de val van Republiek China op het Chinese vasteland vluchtten Chiang Kai-shek en de Kwomintang in 1949 naar Taiwan. Jiang zette het beleid van de Boeddhistische vereniging van Republiek China voort, die in 1947 in Nanking was opgericht. De Boeddhistische vereniging van Republiek China was een door de overheid gecontroleerde vereniging van monniken die van het vasteland kwamen. In de jaren zestig van de 20e eeuw begon de macht van de Boeddhistische vereniging in Taiwan af te nemen, doordat onafhankelijke boeddhistische organisaties werden toegestaan.

## Hedendaagse stromingen
Begin 21e eeuw wordt vooral een hedendaagse vorm van het Zuiver Land-boeddhisme beleden. Daarnaast is ook het chanboeddhisme bij grote delen van de bevolking in trek.
Een meer volksboeddhistische stroming in vergelijking tot de twee vorige, relatief orthodoxe boeddhistische stromingen, is de Chai Chiao, ook wel vegetariërsreligie genoemd. Deze vorm werd in de 17e eeuw op het eiland geïntroduceerd en wordt anno 2002 niet door de Taiwanese regering erkend als een religie. Het is een soort mengvorm met het taoïsme, confucianisme en volksgeloof. De volgelingen zijn in het wit gekleed en zijn leken.
Naast de verschillende traditionele stromingen staat het boeddhisme in Taiwan sinds de 20e eeuw in het teken van hervormingstreven en aanpassing aan de moderne tijd. Hierbij doet zich ook een beweging voor het boeddhisme in een wetenschappelijk kader te plaatsen.
België · Cambodja · China (Hongkong · Tibet) · India · Indonesië · Japan · Korea · Myanmar · Mongolië · Nederland · Rusland · Sri Lanka · Taiwan · Thailand